# Saukrates
Saukrates, noto anche come Big Sox, pseudonimo di Karl Amani Wailoo (Ottawa, 6 marzo 1978), è un rapper, cantante e produttore discografico canadese.
È anche membro del collettivo Gilla House di Redman.

## Carriera
Nel 1994, il suo primo brano intitolato "Still Caught Up", ottiene una nomination come Best Rap Recording agli Juno Awards del 1996. Ottiene anche un'altra nomination per lo stesso premio nel 2000 con il brano "Money or Love". Nel 2001, Saukrates produce il brano "Uh-Huh" per l'album Malpractice di Redman, ed appare nel brano "Enjoy Da Ride". Ha anche fatto un brano chiamato "Fine Line" per la colonna sonora del film How High di Method man e Redman. Nel 2002, Saukrates collabora con il collega produttore canadese Agile dei BrassMunk per produrre il brano "Heaven" per l'album God's Son di Nas, con featuring di Jully Black.
Nel 1996, firma per la Warner Bros. Records, rescindendo nel 1998, un anno prima dell'uscita del suo album di debutto The Underground Tapes. Entro il 2000, Saukrates raggiunge un grande affare con la Def Jam Records e la Gilla House Records (di proprietà di Redman). Alla fine, però, viene abbandonato dalla Def Jam, ma rimase con Gilla House. Egli appare in due brani del più recente album di Redman Red Gone Wild, pubblicato nel marzo 2007.
Nel 2004, ha completato un secondo album, Bad Addiction, ma che ha fatto difficoltà ad essere pubblicato da una major. Nel frattempo ha prodotto materiale per Big Black Lincoln e per la cantante R&B Andreena Mill.
Nel 2009 collabora con Method Man e Redman al singolo A-yo, dal loro album Blackout! 2.

## Discografia
- Brick House (1997)
- The Underground Tapes (1999)